# SMiLE
SMiLE is een nooit uitgebracht conceptalbum van The Beach Boys. Het was bedoeld als opvolger van Pet Sounds. Nadat Brian Wilson de opnames voor dit album staakte, brachten The Beach Boys het album Smiley Smile uit, waarop ook een aantal nummers staan van de SMiLE-sessies. Veel van de overige nummers zijn de daaropvolgende jaren afgemaakt en uitgebracht op latere albums. SMiLE is misschien wel het bekendste album dat nooit is afgemaakt of uitgebracht.
In 2004 pakte Brian Wilson de draad weer op en nam een 'complete versie' van het album op getiteld Brian Wilson Presents SMiLE. Ondanks de positieve recensies, geeft Wilson toe dat deze versie van SMiLE niet het album was dat hij oorspronkelijk in zijn hoofd had. Op 1 november 2011 werd The SMiLE Sessions uitgebracht, een compilatie van de originele SMiLE-sessies inclusief een benadering van hoe het album zou klinken als het toch was afgemaakt. Het ontving vrijwel unaniem lovende kritieken. De originele SMiLE-sessies waren echter al verkrijgbaar op bootlegs, waarop fans een poging waagden om het album af te maken. In 2012 werd The SMiLE Sessions op plaats 381 gezet in Rolling Stone's The 500 Greatest Albums of All Time. In 2013 won het een Grammy Award voor Best Historical Album. Brian Wilson Presents SMiLe werd in 2020 op plaats 399 geplaatst op Rolling Stone's The 500 Greatest Albums of All Time.

## Achtergrond
Tijdens de opnames voor Pet Sounds begon Brian Wilson te werken aan een nieuwe single: Good Vibrations. Het zou uiteindelijk zeventien opnamesessies in vier verschillende studio's kosten om dit project af te ronden. De single werd gecreëerd met een ongekende opnametechniek: 30 minuten afzonderlijke secties werden gereduceerd tot een drie minuten durende popsong. Wilson wilde SMiLE ook op deze manier produceren.
In februari 1966 ontmoette Wilson Van Dyke Parks. Het viel Wilson gelijk op dat Parks een bijna dichterlijke manier van spreken had, en vroeg hem om mee te schrijven aan Good Vibrations. Parks weigerde omdat hij vond dat hij niets kon toevoegen aan het nummer. Een paar maanden later vroeg Wilson hem opnieuw om met hem te schrijven. The Beach Boys waren op dat moment bezig met een project genaamd Dumb Angel, wat later SMiLe genoemd zal worden. Parks stemde in en al snel ontstond er een innige samenwerking. Wilson kocht, 'als voorbereiding op het schrijven en opnemen van het album', een grote voorraad marihuana en hasj. Ook liet Wilson een 'marihuana tent' in zijn huis installeren en verhuisde zijn piano naar de woonkamer, waar hij een zandbak liet aanleggen. Tussen april en september 1966 hebben Wilson en Parks hier een aantal nummers voor SMiLE geschreven.
Volgens interviews met Wilson in oktober 1966, zou dit project een 'teenage symphony to God' worden en dat het Pet Sounds vele malen zou gaan overtreffen. Het zou een suite worden met thematisch en muzikaal met elkaar gelinkte nummers, die op dezelfde manier geproduceerd zou worden als Good Vibrations.

## Thematiek
Wilson en Parks hadden het idee om SMiLE geheel Amerikaans te maken, qua stijl en qua onderwerpen, als reactie op de overweldigende Britse invasie van die tijd. Het was bedoeld als een reis door de Verenigde Staten van oost naar west, beginnend bij Plymouth Rock en eindigend op Hawaï, die alle grote thema's van de Amerikaanse geschiedenis en cultuur zal doorkruisen, waaronder de impact van de kolonisatie op de indianen, de Spaanse invloeden, het Wilde Westen en het aanleggen van wegen en spoorwegen. Ook zijn er verwijzingen naar het Manifest Destiny, het Amerikaans imperialisme, de expansie van de koloniën, de Grote brand van Chicago en de Industriële revolutie. Naast de focus op het Amerikaans cultureel erfgoed komen ook thema's als opvoeding, jeugd, lichamelijke conditie, wereldgeschiedenis, poëzie en Wilsons eigen levenservaringen aan bod. De teksten zijn grotendeels geïnspireerd op Engelse dichtkunst uit de 18e eeuw, in het bijzonder Songs of Innocence and of Experience van William Blake.
Wilson maakte ook gebruik van korte fragmenten van Amerikaanse muziek uit het verleden. Dit zijn The Old Master Painter, You Are My Sunshine, I Wanna Be Around, Gee en verwijzingen naar het thema van Woody Woodpecker en Twelfth Street Rag.

## Opnamesessies
| Nr. | Titel                                        | Schrijver(s)                                     | Duur                                |
| --- | -------------------------------------------- | ------------------------------------------------ | ----------------------------------- |
| 1.  | Good Vibrations                              | Brian Wilson, Mike Love                          | 17 februari 1966 - 1 september 1966 |
| 2.  | Heroes and Villains                          | Brian Wilson, Van Dyke Parks                     | 11 mei 1966 - 2 maart 1967          |
| 3.  | Wind Chimes                                  | Brian Wilson                                     | 3 augustus 1966 - 10 oktober 1966   |
| 4.  | I Ran                                        | Brian Wilson                                     | 12 augustus 1966 - 13 oktober 1966  |
| 5.  | Wonderful                                    | Brian Wilson, Van Dyke Parks                     | 25 augustus 1966 - 9 januari 1967   |
| 6.  | Holidays                                     | Brian Wilson                                     | 8 september 1966                    |
| 7.  | Our Prayer                                   | Brian Wilson                                     | 19 september 1966 - 4 oktober 1966  |
| 8.  | Cabin Essence                                | Brian Wilson, Van Dyke Parks                     | 3 oktober 1966 - 27 december 1966   |
| 9.  | Child Is Father of the Man                   | Brian Wilson, Van Dyke Parks                     | 12 oktober 1966 - 6 december 1966   |
| 10. | I'm In Great Shape                           | Brian Wilson, Van Dyke Parks                     | 17 oktober 1966 - 29 november 1966  |
| 11. | Do You Like Worms?                           | Brian Wilson, Van Dyke Parks                     | 18 oktober 1966 - 21 december 1966  |
| 12. | Surf's Up                                    | Brian Wilson, Van Dyke Parks                     | 7 november 1966 - 25 januari 1967   |
| 13. | The Old Master Painter / You Are My Sunshine | Haven Gillespie / Jimmie Davis, Charles Mitchell | 14 november 1966 - 30 november 1966 |
| 14. | Fire                                         | Brian Wilson                                     | 5 december 1966                     |
| 15. | You're Welcome                               | Brian Wilson                                     | 16 december 1966                    |
| 16. | Whistle In                                   | Brian Wilson                                     | 27 januari 1967                     |
| 17. | Vega-Tables                                  | Brian Wilson, Van Dyke Parks                     | 4 april 1967 - 14 april 1967        |
| 18. | Love To Say Dada                             | Brian Wilson                                     | 16 mei 1967 - 18 mei 1967           |

## Credits
The Beach Boys
- Al Jardine – lead-, harmonie- en achtergrondzang, geluidseffecten
- Bruce Johnston – harmonie- en achtergrondzang
- Mike Love – lead-, harmonie- en achtergrondzang
- Brian Wilson – lead-, harmonie- en achtergrondzang, piano, orgel, klavecimbel
- Carl Wilson – lead-, harmonie- en achtergrondzang, elektrische gitaar, bas, percussie
- Dennis Wilson – lead-, harmonie- en achtergrondzang, drums, Hammondorgel

Additional musicians
- Charles C. Berghofer – contrabas
- Hal Blaine – drums, percussie
- Jimmy Bond, Jr. – contrabas
- James Burton – dobro
- Frank Capp – percussie
- Jerry Cole – gitaar
- Al de Lory – piano, tack piano
- Jesse Ehrlich – cello
- Gene Estes – percussie
- Carl Fortina – accordeon
- Sam Glenn – saxofoon
- Jim Gordon – drums, conga, tamboerijn
- William Green – klarinet
- James Horn – klarinet
- Armand Kaproff – cello
- Carol Kaye – bas, banjo
- Larry Knechtel – grand piano, orgel
- Jay Migliori – saxofoon
- Oliver Mitchell – trompet
- Tommy Morgan – mondharmonica
- Van Dyke Parks – upright piano, tack piano, marimba
- Bill Pitman – gitaar
- Ray Pohlman – bas
- Don Randi – piano, klavecimbel
- Lyle Ritz – contrabas
- Billy Strange – gitaar
- Paul Tanner – elektrotheremin
- Tommy Tedesco – gitaar, bouzouki
- Alan Weight – trompet